# كلوربروتيكسين
كلوربروتيكسين (بالإنجليزية: Chlorprothixene)‏ هو دواء يُستعمل في علاج:
- فصام[8]
- فصام بارانويدي[8]

## دوره
يلعب هذا الدواء دورًا في علاج الأمراض كونه:
- حاصرات ألفا
- مضادات الدوبامين
- مضادات الذهان